# أحمد تاج الدين مكرم شاه
بادوكا سري السلطان أحمد تاج الدين مكرم شاه بن السلطان زين راشد المعظم شاه الأول (1852-22 يونيو 1879) كان السلطان الرابع والعشرين لسلطنة قدح. حكم من 1854 إلى 1879 وخلال هذه الفترة تم بناء بالاي نوبات الجديد المكون من خمسة طوابق المبنى بالكامل من الخشب مع سقف من الزنك.